# (74403) 1998 YR5
1998 واي أر 5 (ويعرف أيضًا باسم (74403) 1998 واي أر 5 وفق تسمية الكوكب الصغير) (بالإنجليزية: 1998 YR5)‏ هو كويكب ضمن حزام الكويكبات؛ وترتيبه 74403 من حيث الاكتشاف.
اكتُشف هذا الجُرم الفلكي بواسطة تاكاو كوباياشي في 21 ديسمبر 1998.

## وصلات خارجية
- (74403) 1998 YR5 في قاعدة بيانات مختبر الدفع النفاث لأجرام النظام الشمسي الصغيرة

- الاكتشاف · مخطط المدار ·  العناصر المدارية · المعلمات المادية

- (74403) 1998 YR5 على موقع ويكي سكاي: DSS2, SDSS, GALEX, IRAS, Hydrogen α, X-Ray, Astrophoto, Sky Map, Articles and images